# Synagoge Lindenstraße

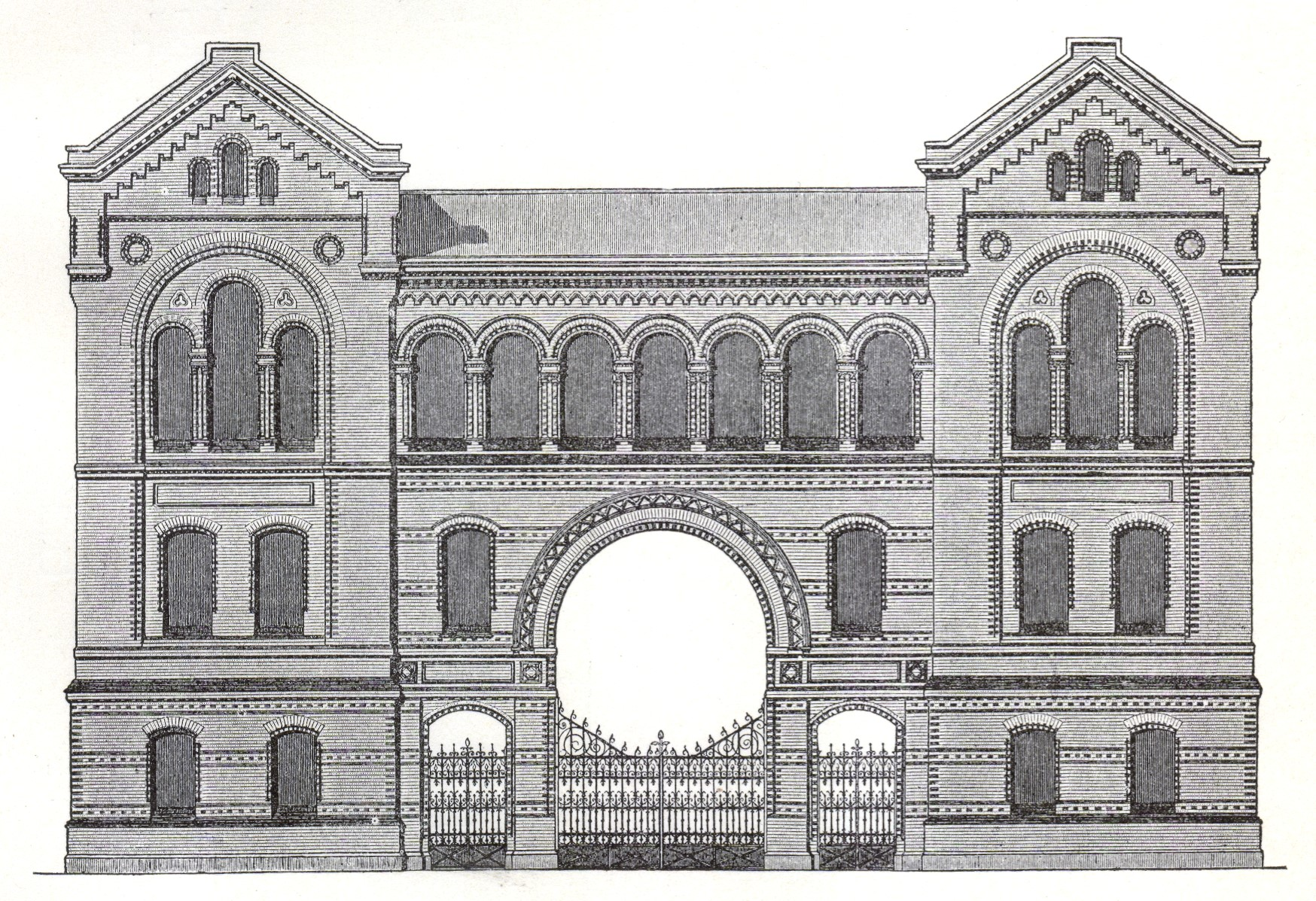
Straßenansicht des Gemeindehauses

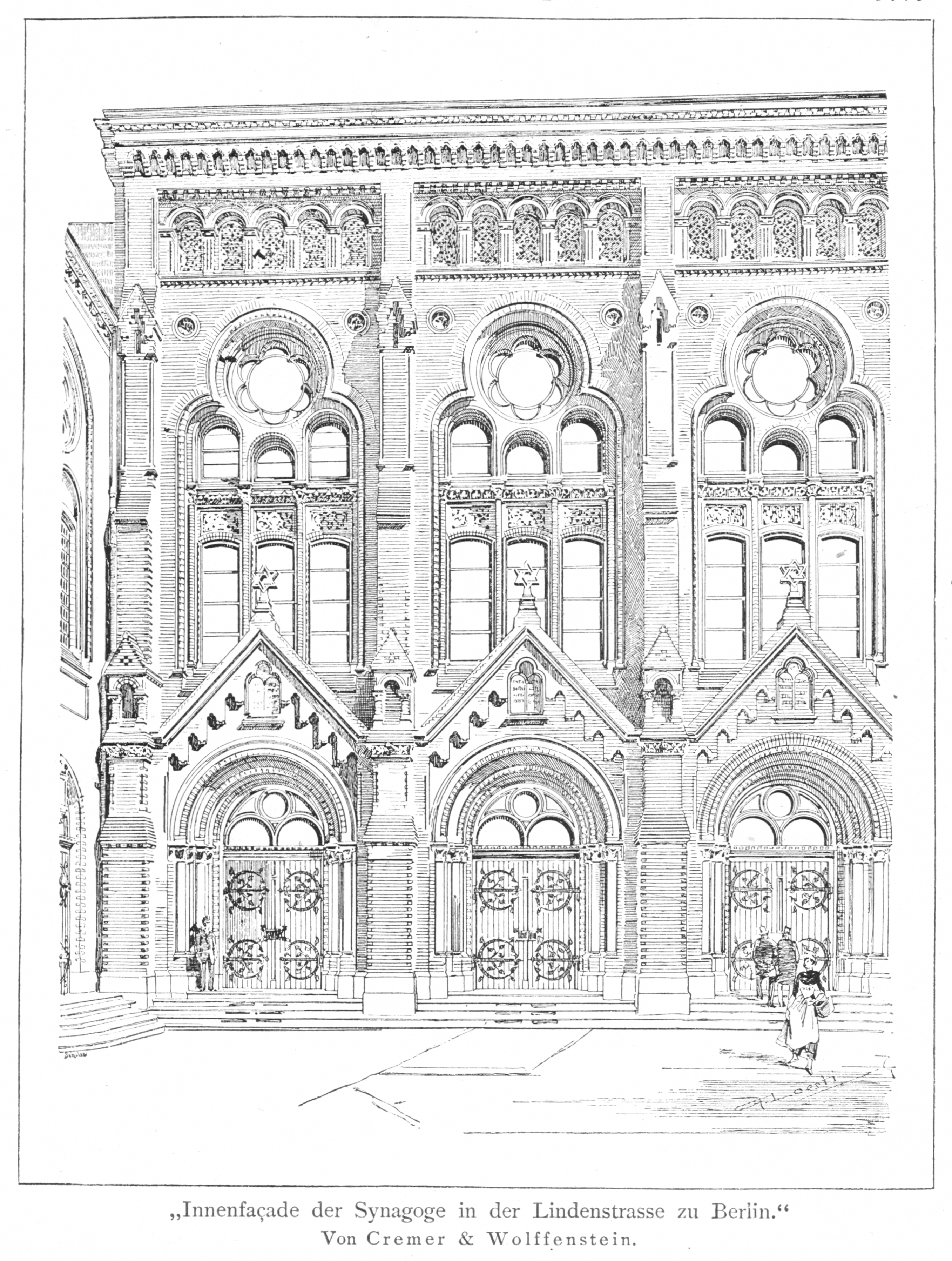
Hauptfassade des Gebetsraumes

Die Synagoge Lindenstraße war eine Synagoge der Jüdischen Gemeinde im Berliner Ortsteil Kreuzberg. Sie wurde 1890/1891 nach Entwürfen des Architekturbüros Cremer & Wolffenstein errichtet und am 27. September 1891 eingeweiht. In der Reichspogromnacht wurden zahlreiche Zerstörungen am Innenraum angerichtet, das Gebäude als solches blieb intakt. Im Februar 1945 wurde das Gebäude bei einem Fliegerangriff zerstört. 1956 wurden die Reste beseitigt.

## Planung und Bau
Ab April 1888 war die Jüdische Gemeinde im Grundbuch eingetragene Eigentümerin des Grundstückes Lindenstraße 48–50 (heute Axel-Springer-Straße 48–50) in Berlin-Kreuzberg, unweit des Dönhoffplatzes und direkt an der Grenze zu Berlin-Mitte. Die Planungen zum Bau einer Gemeindesynagoge auf diesem Grundstück gehen mindestens bis auf das Jahr 1887 zurück, da im Frühjahr dieses Jahres der Architekt Johann Höniger der Baupolizei bereits Pläne zum Bau einer Synagoge zur Prüfung vorlegte.
Höniger entwarf eine Synagoge im romanischen Stil, die sich auf dem hinteren Teil des schmalen und langgezogenen Grundstücks befinden sollte. Sie hätte Platz für etwa 1600 Besucher geboten. An der Straßenfront sah Höniger ein Gemeindehaus in Berliner Traufhöhe mit einem großen Durchgang zur Synagoge vor. Der Gemeindevorstand war jedoch vor allem wegen der ungünstigen Sichtverhältnisse, die sich im Innenraum der Synagoge ergeben hätten, mit dem Entwurf nicht einverstanden und zog ihn zurück, obwohl zwischenzeitlich die baupolizeiliche Genehmigung ergangen war.
Um zu einem besseren Entwurf zu gelangen, wurde im Juli 1888 innerhalb der Mitglieder des Architekten-Vereins zu Berlin ein Wettbewerb ausgeschrieben. Vorgegeben war ein Bau nach dem liberalen Ritus, also mit Orgel und Sängerempore. Die Kapazität sollte bei mindestens 1800 Besuchern liegen. Erwünscht war die Übernahme des Konzeptes von Höniger mit einem Gemeindehaus an der Straßenfront, in dem Religionsschule und Mitarbeiterwohnungen untergebracht werden sollten. Zum Oktober 1888 wurden hieraufhin zwölf Entwürfe eingereicht, u. a. von Franz Schwechten, Bruno Schmitz, Vincent Dylewski, Emil Hoffmann, und dem Architekturbüro Cremer & Wolffenstein. Den ersten Preis bekamen Cremer & Wolffenstein zugesprochen, der zweite Preis ging an Bruno Schmitz.
Der zur Ausführung bestimmte Entwurf von Cremer & Wolffenstein sah als Synagoge einen überkuppelten Zentralbau vor, der sich dem protestantischen Kirchenbau der damaligen Zeit annäherte. Die turmlose Fassade nahm trotz gotischer Konstruktionssysteme romanische Formen auf. Das Gebetshaus war auf dem rückwärtigen Teil des Baugrundstücks angeordnet. An der Straßenfront sahen Cremer & Wolffenstein ursprünglich ein breites Portal mit flankierenden dreigeschossigen Wohn- und Verwaltungsbauten vor. Um jedoch mehr Räume für eine Religionsschule zu gewinnen, wurde auf das Portal verzichtet und ein Gebäude errichtet, das die Straßenfront komplett abschloss. Von der Straße war das Gebetshaus somit kaum wahrzunehmen und nur durch einen großzügigen Durchgang im Vorderhaus zu erreichen.

## Ausstattung
Die Synagoge wurde mit einer Orgel ausgestattet, die von Wilhelm Sauer 1891 erbaut wurde und über drei Manuale, Pedal und 42 Register verfügte. 1914 hat die Firma E. F. Walcker & Cie. die Orgel umgebaut, sie besaß danach 52 Register.

## Nutzung
Von 1928 bis 1938 war Manfred Lewandowski Oberkantor in der Synagoge.

## Zerstörung
Die in der Reichspogromnacht angerichteten Zerstörungen beschränkten sich auf die Innenausstattung. Das Gebäude selbst blieb intakt. In der Folge wurde die Synagoge beschlagnahmt und ab 1939 für die Lagerung von Getreide genutzt. Zerstört wurde das Gebäude letztendlich am 3. Februar 1945 bei einem Luftangriff.

## Nachkriegszeit
Im Juni 1956 erwarb das Land Berlin das Grundstück und ließ die Ruine abtragen. In den Folgejahren blieb das Grundstück, ab 1961 lag es unmittelbar an der Berliner Mauer, ungenutzt. Es gab keine Hinweise auf die Geschichte des Ortes.
Mit der Wiedervereinigung lag dann das Grundstück wieder in lukrativer Lage im unmittelbaren Stadtzentrum. Die Barmer Ersatzkasse, die bereits seit 1932 das Nachbargrundstück (Hausnummern 44–47) besitzt, erwarb Anfang der 1990er Jahre das Grundstück und ließ von 1994 bis 1996 einen Verwaltungsneubau errichten. Dieser wurde Ort der Erinnerung getauft. Das Konzept des Neubaus sah von Anfang an einen Gedenkort auf dem Innenhof vor. Dieser wurde unter dem Namen Blatt von Micha Ullman, Zvi Hecker und Eyal Weizman gestaltet. Im Durchgang zum Innenhof wurden drei Gedenktafeln angebracht. Zwei davon erinnern an das Bauwerk der Synagoge, eine erläutert die Gestaltung des Mahnmals.

## Belege
1. ↑  Synagogen in Berlin. Teil 1. Willmuth Arenhövel, Berlin 1983, S. 104.
2. 1 2  Synagogen in Berlin. Teil 2. Willmuth Arenhövel, Berlin 1983, S. 95.
3. ↑  Bruno Schmitz: Synagoge, Berlin. Monatskonkurrenz Oktober 1888. Architekturmuseum der TU Berlin.
4. ↑  Vincent Dylewski: Synagoge, Berlin. Monatskonkurrenz Oktober 1888. Architekturmuseum der TU Berlin.
5. ↑  Emil Hoffmann: Synagoge, Berlin. Monatskonkurrenz Oktober 1888. Architekturmuseum der TU Berlin.
6. ↑  Cremer & Wolffenstein: Synagoge, Berlin. Monatskonkurrenz Oktober 1888. Architekturmuseum der TU Berlin.
7. ↑  Synagogen in Berlin. Teil 1. Willmuth Arenhövel, Berlin 1983, S. 114.
8. ↑  Roland Eberlein (Hrsg.): Hermann Mund Sammlung Orgeldispositionen Heft A. (walcker-stiftung.de [PDF; abgerufen am 24. Februar 2024] Disposition Nr. 11).
9. ↑  Geschäftshaus Ort der Erinnerung auf der Webseite der Senatsverwaltung für Stadtentwicklung